# Ameronothrus schusteri
Ameronothrus schusteri är en kvalsterart som beskrevs av Christoph D. Schubart 1970. Ameronothrus schusteri ingår i släktet Ameronothrus och familjen Ameronothridae. Inga underarter finns listade i Catalogue of Life.